# Central Professional Hockey League 1967-1968
La stagione 1967-1968 è stata la 5ª edizione della Central Professional Hockey League, lega di sviluppo creata dalla National Hockey League per far crescere i giocatori delle proprie franchigie. La stagione vide al via otto formazioni e al termine dei playoff i Tulsa Oilers conquistarono la loro prima Adams Cup.

## Squadre partecipanti
Rispetto alla stagione precedente i Memphis Wings diventarono i Fort Worth Wings e i St. Louis Braves divennero i Dallas Black Hawks, mentre si iscrissero i Kansas City Blues e i Memphis South Stars.
- Dallas Black Hawks
- Fort Worth Wings
- Houston Apollos
- Kansas City Blues
- Memphis South Stars
- Oklahoma C. Blazers
- Omaha Knights
- Tulsa Oilers

## Stagione regolare
Northern Division
|  | Pos. | Squadra             | Pt | G  | V  | S  | N  | GF  | GS  | DR   |
|  | ---- | ------------------- | -- | -- | -- | -- | -- | --- | --- | ---- |
|  | 1.   | Tulsa Oilers        | 85 | 70 | 37 | 22 | 11 | 278 | 241 | +37  |
|  | 2.   | Kansas City Blues   | 72 | 70 | 31 | 29 | 10 | 249 | 243 | +6   |
|  | 3.   | Memphis South Stars | 60 | 70 | 24 | 34 | 12 | 206 | 244 | -38  |
|  | 4.   | Omaha Knights       | 38 | 70 | 14 | 46 | 10 | 167 | 272 | -105 |

Southern Division
|  | Pos. | Squadra             | Pt | G  | V  | S  | N  | GF  | GS  | DR  |
|  | ---- | ------------------- | -- | -- | -- | -- | -- | --- | --- | --- |
|  | 1.   | Oklahoma C. Blazers | 88 | 70 | 38 | 20 | 12 | 245 | 174 | +71 |
|  | 2.   | Fort Worth Wings    | 79 | 70 | 34 | 25 | 11 | 245 | 199 | +46 |
|  | 3.   | Dallas Black Hawks  | 71 | 70 | 30 | 29 | 11 | 230 | 251 | -21 |
|  | 4.   | Houston Apollos     | 67 | 70 | 28 | 31 | 11 | 220 | 216 | +4  |

Legenda:

      Ammesse ai Playoff
Note:

Due punti a vittoria, un punto a pareggio, zero a sconfitta.

## Playoff
|  | Primo turno | Primo turno           | Primo turno      |                  |    | Semifinale        | Semifinale | Semifinale |  |  | Finale | Finale | Finale |  |
|  |             |                       |                  |                  |    |                   |            |            |  |  |        |        |        |  |
|  | N1          | Tulsa Oilers          | 4                |                  |    |                   |            |            |  |  |        |        |        |  |
|  | N1          | Tulsa Oilers          | 4                |                  |    |                   |            |            |  |  |        |        |        |  |
|  | S2          | Oklahoma City Blazers | 3                |                  |    |                   |            |            |  |  |        |        |        |  |
|  | S2          | Oklahoma City Blazers | 3                |                  | N1 | Tulsa Oilers      |            |            |  |  |        |        |        |  |
|  |             |                       |                  |                  | N1 | Tulsa Oilers      |            |            |  |  |        |        |        |  |
|  |             |                       | -                | Bye              |    |                   |            |            |  |  |        |        |        |  |
|  |             |                       |                  | Bye              |    |                   |            |            |  |  |        |        |        |  |
|  |             |                       |                  |                  |    |                   |            |            |  |  |        |        |        |  |
|  |             |                       |                  |                  |    |                   |            |            |  |  |        |        |        |  |
|  |             | Tulsa Oilers          | Tulsa Oilers     | 4                |    |                   |            |            |  |  |        |        |        |  |
|  |             |                       |                  |                  |    |                   |            |            |  |  |        |        |        |  |
|  |             |                       | Fort Worth Wings | Fort Worth Wings | 0  |                   |            |            |  |  |        |        |        |  |
|  | N2          | Kansas City Blues     | Fort Worth Wings | Fort Worth Wings | 0  | 3                 |            |            |  |  |        |        |        |  |
|  | N2          | Kansas City Blues     |                  |                  |    |                   |            |            |  |  |        |        |        |  |
|  | N3          | Memphis South Stars   | 0                |                  |    |                   |            |            |  |  |        |        |        |  |
|  | N3          | Memphis South Stars   | 0                |                  | N2 | Kansas City Blues | 1          |            |  |  |        |        |        |  |
|  |             |                       |                  |                  | N2 | Kansas City Blues | 1          |            |  |  |        |        |        |  |
|  |             |                       | S2               | Fort Worth Wings | 3  |                   |            |            |  |  |        |        |        |  |
|  | S2          | Fort Worth Wings      | S2               | Fort Worth Wings | 3  | 3                 |            |            |  |  |        |        |        |  |
|  | S2          | Fort Worth Wings      |                  |                  |    |                   |            |            |  |  |        |        |        |  |
|  | S3          | Dallas Black Hawks    | 2                |                  |    |                   |            |            |  |  |        |        |        |  |

## Premi CPHL
- Adams Cup: Tulsa Oilers
- Most Valuable Defenseman Award: Bryan Watson (Houston Apollos)
- Most Valuable Player Award: Bryan Watson (Houston Apollos)
- Rookie of the Year: Jim Lorentz (Oklahoma City Blazers)